# 赖马纳-李逢贵
赖马纳-李逢贵（法語：Raimana John Li Fung Kuee；1985年4月10日—），塔希提华裔足球运动员，祖籍广东惠阳龙岗，司职前锋。他不仅是塔希提沙滩足球队队长，更在业余时间参加11人制足球联赛並代表塔希提出战。
16岁时，赖马纳-李逢贵曾吸引到南特的注意，随即被签约，在南特B队征战法国低级别联赛2年，合同到期后返回塔希提。2007年，时年22岁的Raimana初次入选了塔希提国家队并两次在正式比赛中披挂上阵。
2006年，塔希提承办首届大洋洲足协沙滩足球国家杯，赖马纳-李逢贵收到塔希提沙滩足球队邀请参加，开启了他沙滩足球生涯。2013年，在法属波利尼西亚塔希提本土举行的塔希提本土沙滩足球世界杯上，他率队获得第四名，他也以6粒进球荣获赛事铜靴。2015年国际足联沙滩足球世界杯上，他率领塔希提闯进决赛，获得银牌。截至2023年国际足联沙滩足球世界杯，李逢贵已攻入21粒进球，成为塔希提队在国际足联沙滩足球世界杯上的最佳射手。

## 国家队进球
| No | 日期          | 对手         | 进球 | 最终比分 | 赛事             |
| -- | ------------- | ------------ | ---- | -------- | ---------------- |
| 1. | 2010年9月23日 |              | 1–0  | 1–4      | 2010年法国海外杯 |
| 2. | 2018年3月24日 | 新喀里多尼亞 | 1–0  | 4–3      | 友谊赛           |